# 蓋倫格巴赫河
51°10′40.2″N 8°42′18.2″E / 51.177833°N 8.705056°E
蓋倫格巴赫河（德語：Gelängebach），是德國的河流，位於該國西部，流經北萊茵-威斯特法倫州，屬於奧爾克河的左支流，河道全長7.2公里，流域面積14.9平方公里。